# Milan Berka
Milan Berka (* 23. ledna 1978 v Litoměřicích) je bývalý český házenkář.
Milan Berka hrál na pozici střední spojky, je odchovancem klubu HK FCC Město Lovosice, jehož je v současnosti trenérem.
V minulosti hrál kromě Lovosic v SKP Frýdek-Místek a Dukle Praha. V listopadu 2004 odešel do německého bundesligového Stralsund HV. Tento tým prošel v roce 2010 úpadkem a proto přestoupil do druholigového TUSEM Essen. V sezóně 2010/2011 se vrátil do Lovosic.
Reprezentoval Česko na Mistrovství Evropy v házené mužů 2002 ve Švédsku, na Mistrovství Evropy v házené mužů 2004 ve Slovinsku a na mistrovství světa v házené v Tunisu 2005.